# Casa de los herederos Rodríguez
La Casa de los herederos Rodríguez es una casona colonial ubicada en la Calle Arequipa en el centro histórico del Cusco, Perú.
Desde 1972 el inmueble forma parte de la Zona Monumental del Cusco declarada como Monumento Histórico del Perú. Asimismo, en 1983 al ser parte del casco histórico de la ciudad del Cusco, forma parte de la zona central declarada por la UNESCO como Patrimonio Cultural de la Humanidad.

## Descripción
El inmueble consta de dos niveles y dos patios. Exteriormente presenta una portada lítica, labrada y plateresca con emblema heráldico. Se accede mediante un zaguán central delimitado por un arco lítico al patio principal, el cual, está empedrado con lajas regulares que alternan con piedra irregular y configurado por cuatro crujías: La crujía suroeste con galería adintelada y columnata lítica en el primer nivel, galería con balaustrada de fierro redondo y pies derecho de profusa talla barroca en el segundo nivel; las crujías noroeste y suroeste exhiben balcones corridos sustentados sobre ménsulas con balaustrada y pies derechos iguales a los de la crujía suroeste. La crujía noreste tiene muros de cal y canto con el chiflón ubicado centralmente en el primer nivel, en el segundo una galería de antepecho y arcos líticos de medio punto.
La caja de escaleras, lítica al igual que el arco que enmarca su arranque, está ubicada en la crujía suroeste, es "de cajón" de ida y vuelta.
La estructura de la cubierta de este inmueble está hecha en el sistema de par y nudillo.